# 奥林匹克运动会土库曼斯坦代表团
土库曼斯坦參加了6次夏季奥林匹克运动会，第一次是在1996年，一直到参賽的第7次，在2020年的女子舉重59公斤級賽事，才由波琳娜·古里耶娃奪下銀牌，為代表團史上第一面獎牌。在獨立之後，他們沒參加過冬季奥林匹克运动会，是後蘇聯國家中唯一未參加的。
土庫曼奧林匹克委員會成立於1990年，土庫曼首都阿什哈巴德有一座奧林匹克體育場但沒有主辦過奧運會。

## 獎牌榜

### 各屆賽事
| 賽事             | 金牌                       | 銀牌                       | 銅牌                       | 合計                       |                            |                            |
| 1900–1912        | 屬於 俄罗斯（RUS）的一部份 | 屬於 俄罗斯（RUS）的一部份 | 屬於 俄罗斯（RUS）的一部份 | 屬於 俄罗斯（RUS）的一部份 | 屬於 俄罗斯（RUS）的一部份 | 屬於 俄罗斯（RUS）的一部份 |
| 1952–1988        | 屬於 苏联（URS）的一部份   | 屬於 苏联（URS）的一部份   | 屬於 苏联（URS）的一部份   | 屬於 苏联（URS）的一部份   | 屬於 苏联（URS）的一部份   | 屬於 苏联（URS）的一部份   |
| 1992年巴塞隆納   | 是屬於 独联体（EUN）       | 是屬於 独联体（EUN）       | 是屬於 独联体（EUN）       | 是屬於 独联体（EUN）       | 是屬於 独联体（EUN）       | 是屬於 独联体（EUN）       |
| 1996年亞特蘭大   | 0                          | 0                          | 0                          | 0                          |                            |                            |
| 2000年悉尼       | 0                          | 0                          | 0                          | 0                          |                            |                            |
| 2004年雅典       | 0                          | 0                          | 0                          | 0                          |                            |                            |
| 2008年北京       | 0                          | 0                          | 0                          | 0                          |                            |                            |
| 2012年倫敦       | 0                          | 0                          | 0                          | 0                          |                            |                            |
| 2016年里約熱內盧 | 0                          | 0                          | 0                          | 0                          |                            |                            |
| 2020年東京       | 0                          | 1                          | 0                          | 1                          |                            |                            |
| 2024年巴黎       | 0                          | 0                          | 0                          | 0                          |                            |                            |
| 總計             | 0                          | 1                          | 0                          | 1                          |                            |                            |

## 外部連結
- . International Olympic Committee.   [2018-01-27]. （原始内容存档于2020-11-07）.
- . Sports-Reference.com.   [2018-01-27]. （原始内容存档于2009-02-20）.